# Slakthus 5 (film)
Slakthus 5 (originaltitel: Slaughterhouse-Five) är en amerikansk långfilm från 1972 som regisserades av George Roy Hill.

## Handling
Filmen berättar om Billy Pilgrims märkliga upplevelser under andra världskriget. Han har fastnat i tiden och det verkar som att utomjordiska makter är ute efter honom.

## Om filmen
Filmen är baserad på Kurt Vonneguts smått självbiografiska bok med samma namn. Repliken "So it goes" används över 100 gånger i boken, men inte en enda gång i filmen. 

## Rollista i urval
- Michael Sacks - Billy Pilgrim
- Ron Leibman - Paul Lazzaro
- Eugene Roche - Edgar Derby
- Sharon Gans - Valencia Merble Pilgrim
- Holly Near - Barbara Pilgrim
- Perry King - Robert Pilgrim
- Kevin Conway - Roland Weary
- John Dehner - Rumfoord